# Хруслов, Евгений Яковлевич
Евге́ний Я́ковлевич Хруслов (7 января 1937, Харьков) — советский математик, академик НАН Украины.

## Биография
Е. Я. Хруслов в 1959 году окончил Харьковский политехнический институт, два года работал инженером-электриком в отраслевом институте. Из-за интереса к математике в 1961 году поступил в аспирантуру Физико-технического института низких температур. Вся его последующая научная деятельность была связана с этим институтом. Его научным руководителем был В. А. Марченко. В 1965 году Евгений Яковлевич защитил кандидатскую диссертацию, в 1972 году — докторскую диссертацию на тему «Краевые задачи в областях с мелкозернистой границей».
С 1986 по 2021 год заведовал отделом математического моделирования физических процессов (с 2014 - отдел дифференциальных уравнений и геометрии). С 2021 - главный научный сотрудник этого отдела. С 1996 по 2012 год руководил Математическим отделением ФТИНТ им. Б. И. Веркина.
В 1993 году Евгения Яковлевича избрали член-корреспондентом, а в 2003 — академиком Национальной академии наук Украины.

## Научная деятельность
Научные интересы Е. Я. Хруслова охватывают широкий круг проблем математической физики. Он один из основателей теории усреднения дифференциальных операторов с частными производными. Итоги этих работ изложены в монографии В. А. Марченко и Е. Я. Хруслова «Краевые задачи в областях с мелкозернистой границей» (1974).
Дальнейшие исследования сделали его признанным специалистом в теории усреднения. Была построена в определенном смысле завершенная теория усреднения краевых задач математической физики, которая изложена в монографии В. А. Марченко и Е. Я. Хруслова «Усредненные модели микронеоднородных сред» (издательство «Научная мысль», 2005) и «Homogenization of Partial Differential Equations» (издательство Birkhauser, 2006).
Работы Е. Я. Хруслова также посвящены исследованию асимптотического поведения решений краевых задач на римановых многообразиях, нелинейным эволюционным и интегральным уравнениям, теории обратных задач электромагнитного зондирования.